# Schüsselstein bei Fischbach
Koordinaten: 49° 26′ N, 11° 11′ O

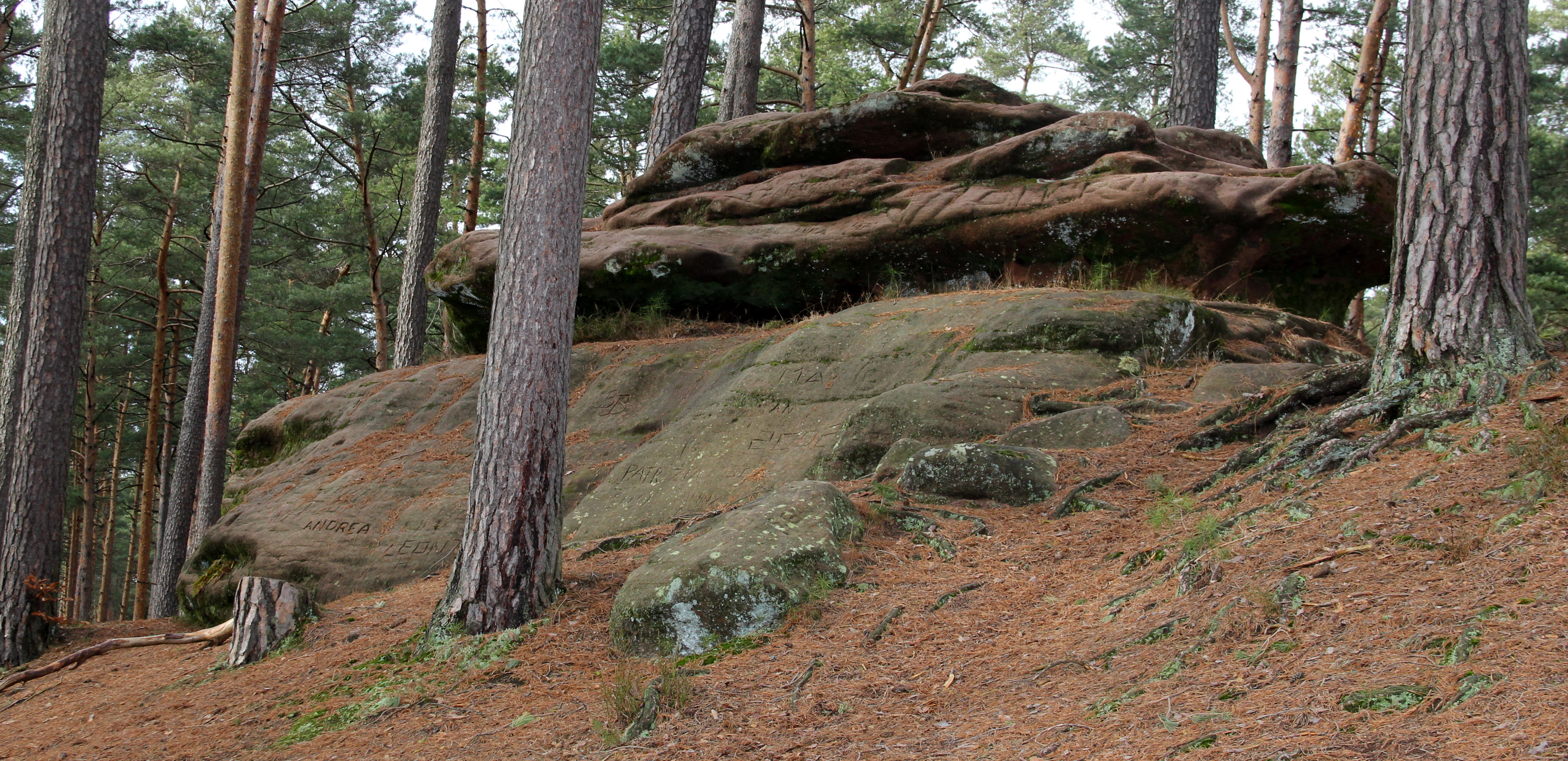
Schüsselstein von Süden

Der Schüsselstein ist ein Sandsteinmonolith und befindet sich etwa zwei Kilometer nördlich von Fischbach bei Nürnberg. Der Fels ist als Geotop 574R005 und als Bodendenkmal ausgewiesen.

## Beschreibung
Der Schüsselstein ist ein großer Sandsteinmonolith in der Sandsteinkeuperregion Mittelfränkisches Becken. Die Ausmaße des Felsens betragen etwa zehn Meter in der Länge und Breite und etwa fünf Meter in der Höhe. Im Fels befinden sich kleinere Höhlen sowie mehrere schüsselähnliche Vertiefungen. Der Name des Felsens kommt von seinen schüsselförmigen Vertiefungen, die nach Regen teilweise mit Wasser gefüllt sind. 

## Geschichte
Die markante Felsformation hatte in vorgeschichtlicher Zeit wahrscheinlich kultische Bedeutung. Heute wird der Fels ausschließlich freizeitlich genutzt, was auch deutliche Spuren hinterlassen hat.

## Zugang
Der Schüsselstein ist ganzjährig frei zugänglich. Von Fischbach aus ist er gut zu Fuß oder mit dem Fahrrad zu erreichen.

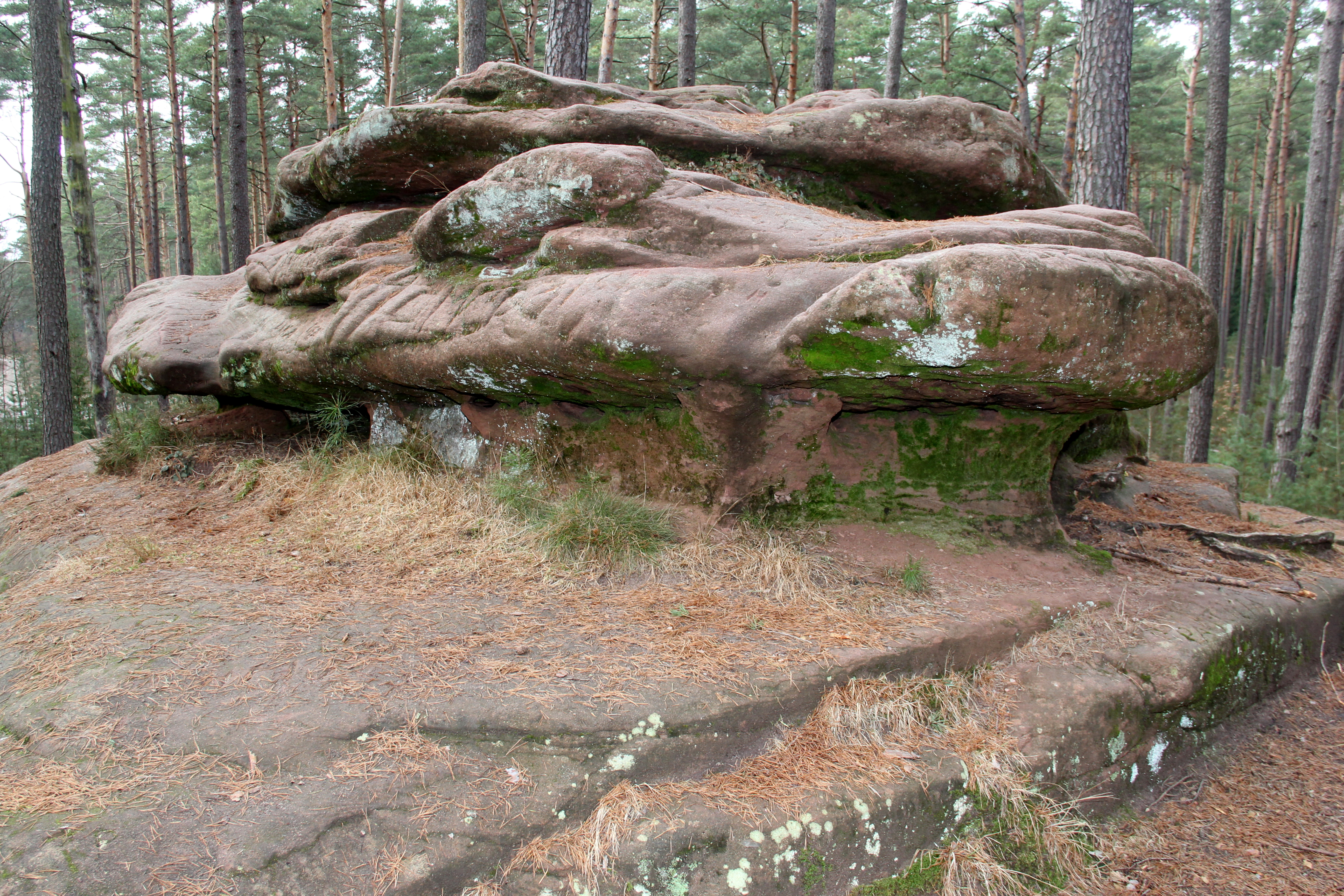
Der Schüsselstein
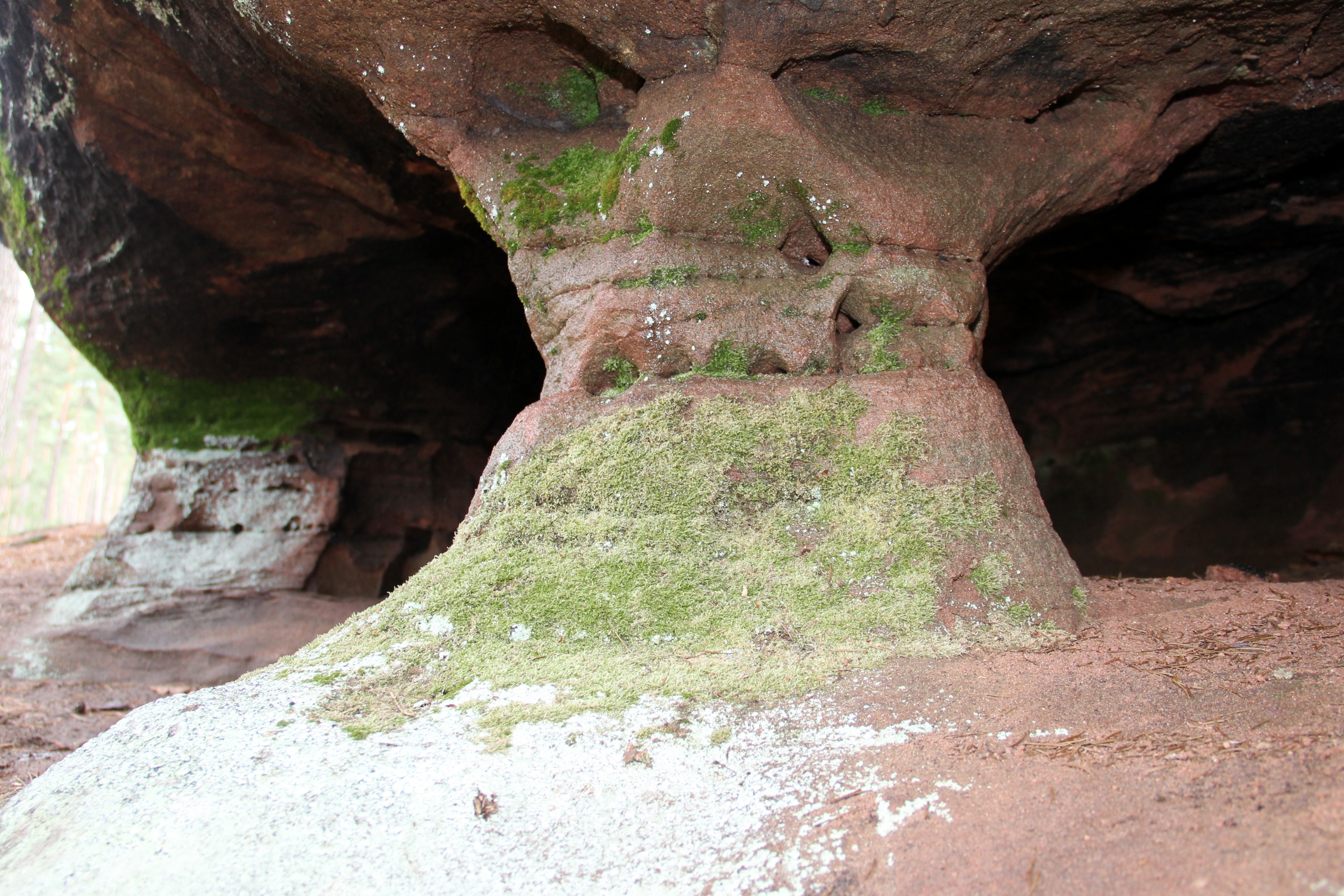
Sandsteinsäule
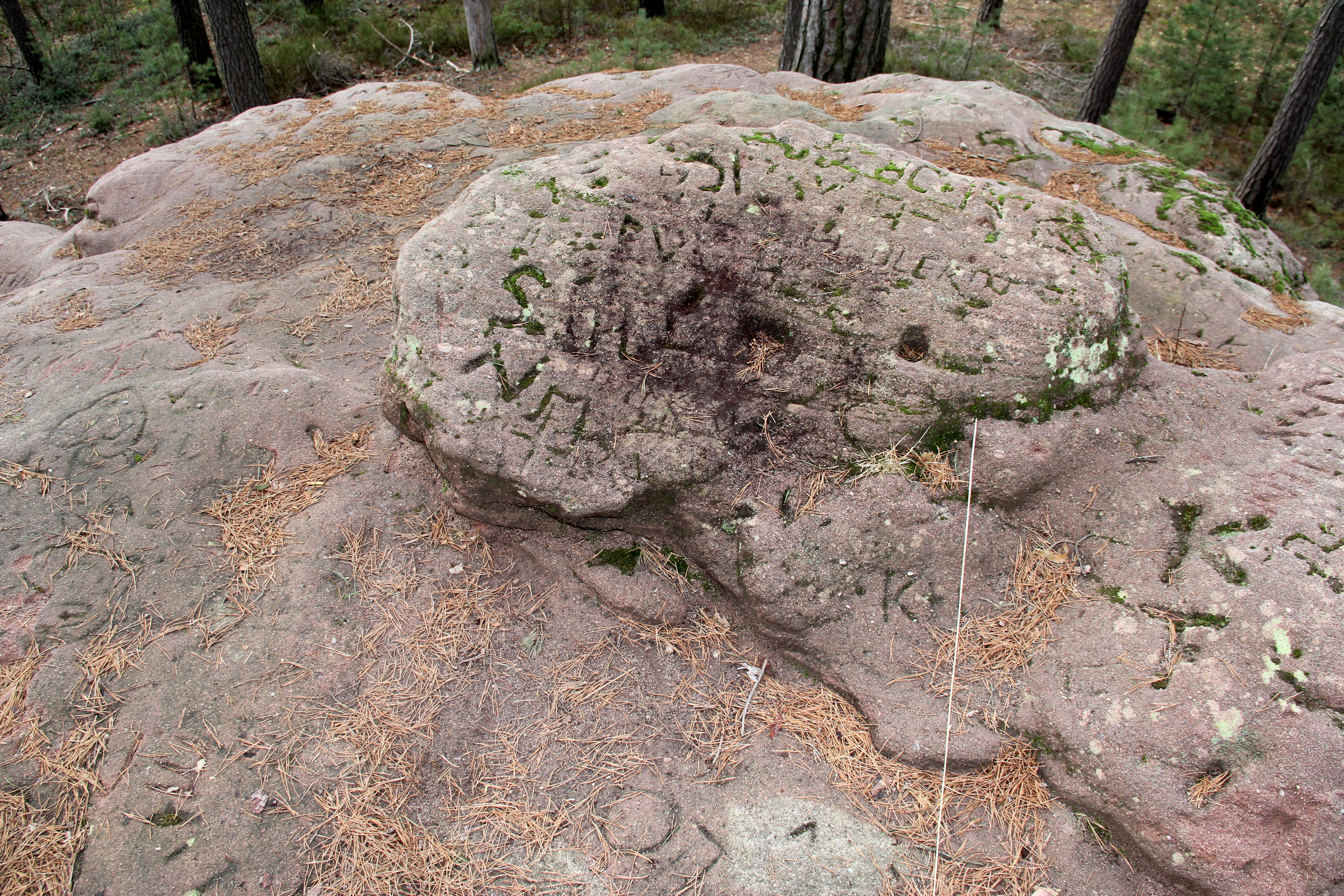
Blick von oben